# Weobley Castle (Herefordshire)

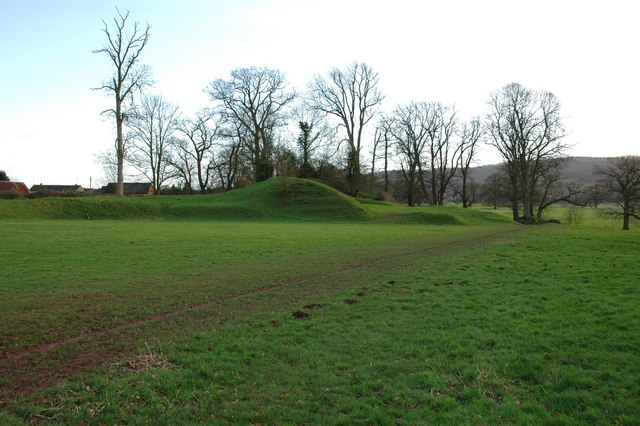
Burgstall Weobley Castle

Weobley Castle war eine einfache Burg in der englischen Grafschaft Herefordshire. Die Burg um 1140 erbaute Burg gehörte der Familie Lacy, die auch die Burgen Ludlow Castle und Ewyas Harold Castle besaß. Walter de Lacy war als Lord of Meath einer der mächtigsten Magnaten in Irland. König Johann Ohneland zweifelte an seiner Loyalität und eignete sich daher De Lacys Besitzungen an. Die Ländereien wurden unter die Verwaltung von William de Braose, De Lacys Schwiegervater, gestellt. 1208 setzte De Braose Weobley Castle ein, um die Besitzungen des Königs in Herefordshire zu attackieren. Dann floh er nach Irland, um bei seinem Schwiegersohn, Walter de Lacy, auf Trim Castle Schutz zu suchen. König Johann verfolgte ihn und bestrafte beide. Walter de Lacy, sein Bruder Hugh und William de Braose schafften es nicht, den Streit mit dem König beizulegen und flohen nach Frankreich. Daraufhin übernahm die Krone alle Besitzungen der De Lacys.
Heute sind von der Burg nur noch stark beschädigte Erdwerke erhalten.